# ياسواكي شيميزو
ياسواكي شيميزو (باليابانية: 清水靖晃؛ بالكانا: しみず やすあき) هو موزع موسيقي وموسيقي وملحن ومنتج أسطوانات وعازف جاز ياباني، ولد في 9 أغسطس 1954 في شيمادا في اليابان.

## وصلات خارجية
- الموقع الرسمي
- ياسواكي شيميزو على موقع IMDb (الإنجليزية)
- ياسواكي شيميزو على موقع IMDb (الإنجليزية)
- ياسواكي شيميزو على موقع ميوزك برينز (الإنجليزية)
- ياسواكي شيميزو على موقع أول موفي (الإنجليزية)
- ياسواكي شيميزو على موقع أول ميوزيك (الإنجليزية)
- ياسواكي شيميزو على موقع ديسكوغز (الإنجليزية)
- ياسواكي شيميزو على موقع قاعدة بيانات الفيلم (الإنجليزية)
- ياسواكي شيميزو على موقع ANN person (الإنجليزية)